# 파파라치

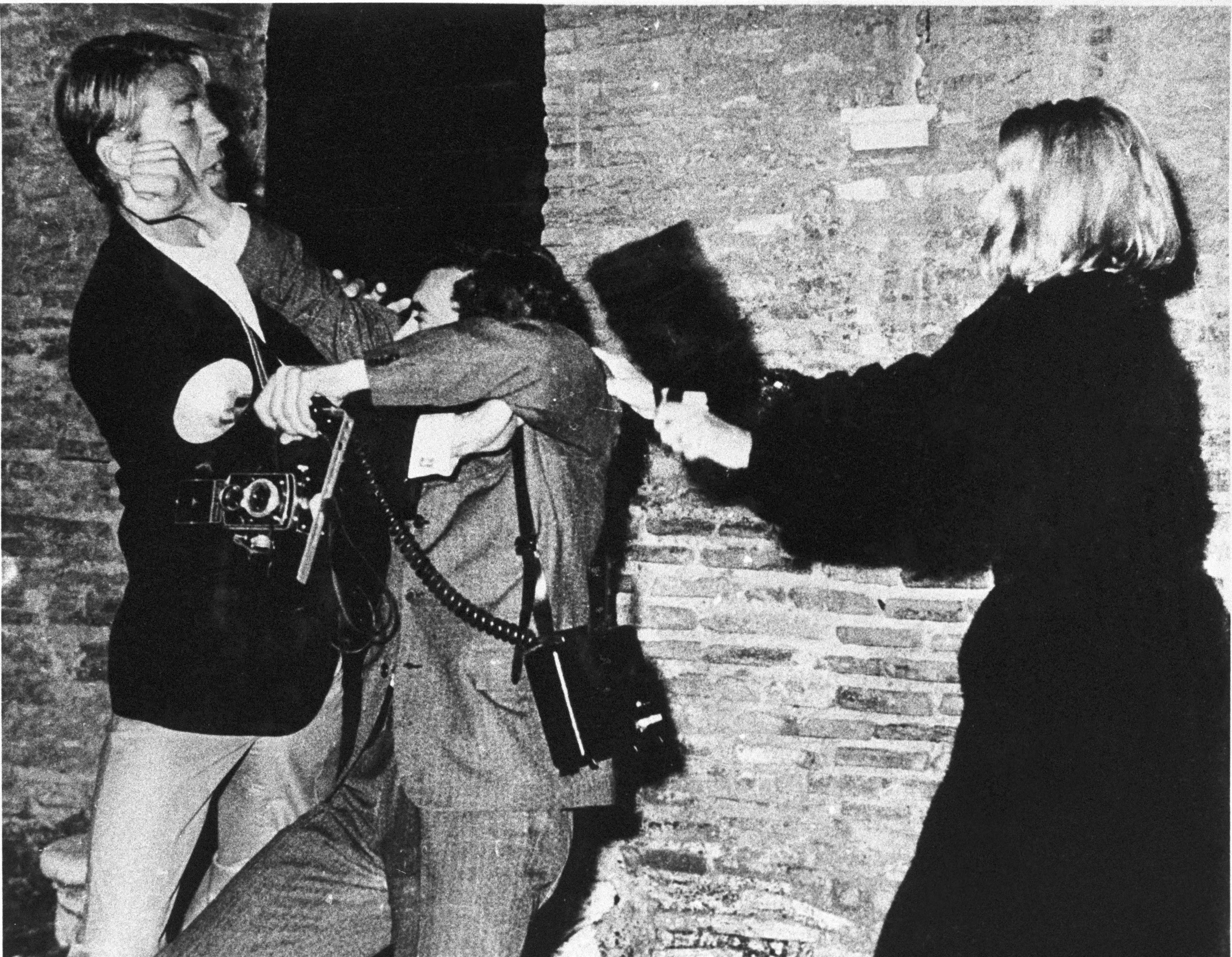
미키 하기타이는 "파파라치의 왕" 리노 바릴라리를 여성이 지갑으로 때리는 동안 폭행한다 - 1963년 베네치아를 통해

파파라치(이탈리아어: paparazzi), 또는 몰래제보꾼은 유명인들을 따라가서 사진을 찍어 돈을 받고 신문에 사진을 파는 직업적 사진사다. 본래 정치인, 연예인 등 대중에 널리 알려진 유명인을 대상으로 몰래 사진을 찍는 사진사를 의미한다. 그러나 대한민국에서는 일반인의 범법행위 장면을 몰래 찍어 신고 목적으로 행정기관 등에 제출하는 사진사의 의미로 변형되어 쓰이기도 한다.

## 유래
'파파라치'라는 이름은 이탈리아의 영화감독 페데리코 펠리니가 만든 《달콤한 생활》에 등장한 카메라맨에서 유래했다는 게 정설이다. 이탈리아어로 파리가 달려드는 것을 본따 만들어졌다고 한다.

## 대한민국의 변형된 파파라치
파파라치는 본래 정치인, 연예인 등 대중에 널리 알려진 유명인을 대상으로 몰래 사진을 찍는 사진사를 의미한다. 그러나 대한민국에서는 일반인의 범법행위 장면을 몰래 찍어 행정기관 등에 신고 목적으로 제출하는 사진사의 의미로 변형되어 쓰이기도 한다. 대한민국 내에서는 유명인의 사생활을 몰래 찍는 행위 보다는 일반인의 범법행위 장면을 찍는 행위가 더 이슈가 되고 있어 다른 나라에서 쓰이는 파파라치와 전혀 다른 의미로 인식되고 있다. 이와 같은 범법행위 대상의 제보가 파파라치의 의미로 쓰이게 된 계기는 2001년 3월 교통위반 신고보상금제가 도입되면서부터이다. 교통위반 차량을 몰래 사진촬영해 정부 보상금을 타내는 전문 신고자들을 일컫는 신조어로 자동차(car)와 파파라치(paparazzi)의 합성어로 카파라치라는 신조어가 등장하여 유행하기 시작했으며, 이후 쓰레기(쓰레기 불법투기)와 파파라치의 합성어인 쓰파라치, 학원(학원 불법영업)과 파파라치의 합성어인 학파라치 등 온갖 종류의 파파라치 합성어가 대중에 퍼졌다. 이러한 파파라치의 사용은 원어의 뜻과 전혀 다르게 사용되는, 부적절한 외래어라 하여 그 의미를 잘 살린 말로 순화해야 한다는 지적이 있었고, 이에 따라 2005년 국립국어원에서는 몰래제보꾼이라는 새로운 다듬은 말을 제시하기도 하였으나, 별 실효를 거두지 못했고 이후 파파라치를 외국과 다른 의미인 몰래 제보하는 사람의 의미로 쓰는 현상은 더욱 퍼지고 있다. 심지어 이러한 몰래 제보하는 사진사를 양성하는 전문 학원도 성업중이다.